# Lascelle
Lascelle é uma comuna francesa na região administrativa de Auvérnia-Ródano-Alpes, no departamento de Cantal. Estende-se por uma área de 19,12 km². Em 2010 a comuna tinha 299 habitantes (densidade: 15,6 hab./km²).